# Остроглави камбали
Остроглавите камбали (Cleisthenes) са род актиноптери от семейство Писиеви (Pleuronectidae).
Таксонът е описан за пръв път от Дейвид Стар Джордан през 1904 година.

## Видове
- Cleisthenes herzensteini
- Cleisthenes pinetorum